# Église Saint-Pierre d'Angeac-Charente
Pour les articles homonymes, voir Église Saint-Pierre.
L'église Saint-Pierre est une église catholique située à Angeac-Charente, en France.

## Localisation
L'église est située dans le département français de la Charente, sur la commune d'Angeac-Charente.

## Historique
Il semble, à certaines particularités, de l'église paroissiale Saint-Pierre, construite vers le milieu du XIVe siècle, à l'époque où le pays était sous la domination anglaise, qu'elle a dû être édifiée par ces derniers.
Elle forme un rectangle composé d'une nef de deux travées d'ogives croisées, d'une coupole surmontée du clocher et d'un sanctuaire rectangulaire. Une crypte existe sous le sanctuaire; mais le destination de cette crypte paraît être simplement de recueillir les eaux d'une fontaine qui jaillit sous l'église et de les conduire au-dehors.
Le monument est entièrement voûté en pierres. La coupole repose sur quatre doubles pilastres, dont les chapiteaux sont extrêmement gracieux. Les fenêtres de la nef comprennent deux arcades ogivées en retrait l'une de l'autre; les fenêtres latérales du sanctuaire sont à deux compartiments; la fenêtre absidale est rayonnante et à trois divisions.
La façade est très simple; la porte centrale et les deux arcades latérales sont ornées de gracieuses moulures. Le clocher est une tour carrée élevée de deux étages au-dessus des voûtes.
Vers la fin du XVe siècle ou le commencement du XVIe siècle, on a construit, au nord, sous le clocher, une chapelle latérale. L'arcade, qui unit cette chapelle à l'église, portait l'inscription suivante :
« Messire Guy de Marueil chevalier et Dame Johanne Dirchillac SA FAe ».
Une fresque très curieuse se voyait autrefois sur le mur de la nef, au-dessous du clocher. Elle représentait le martyre de saint Sébastien.
L'édifice est inscrit au titre des monuments historiques en 1992.

L'église d'Angeac
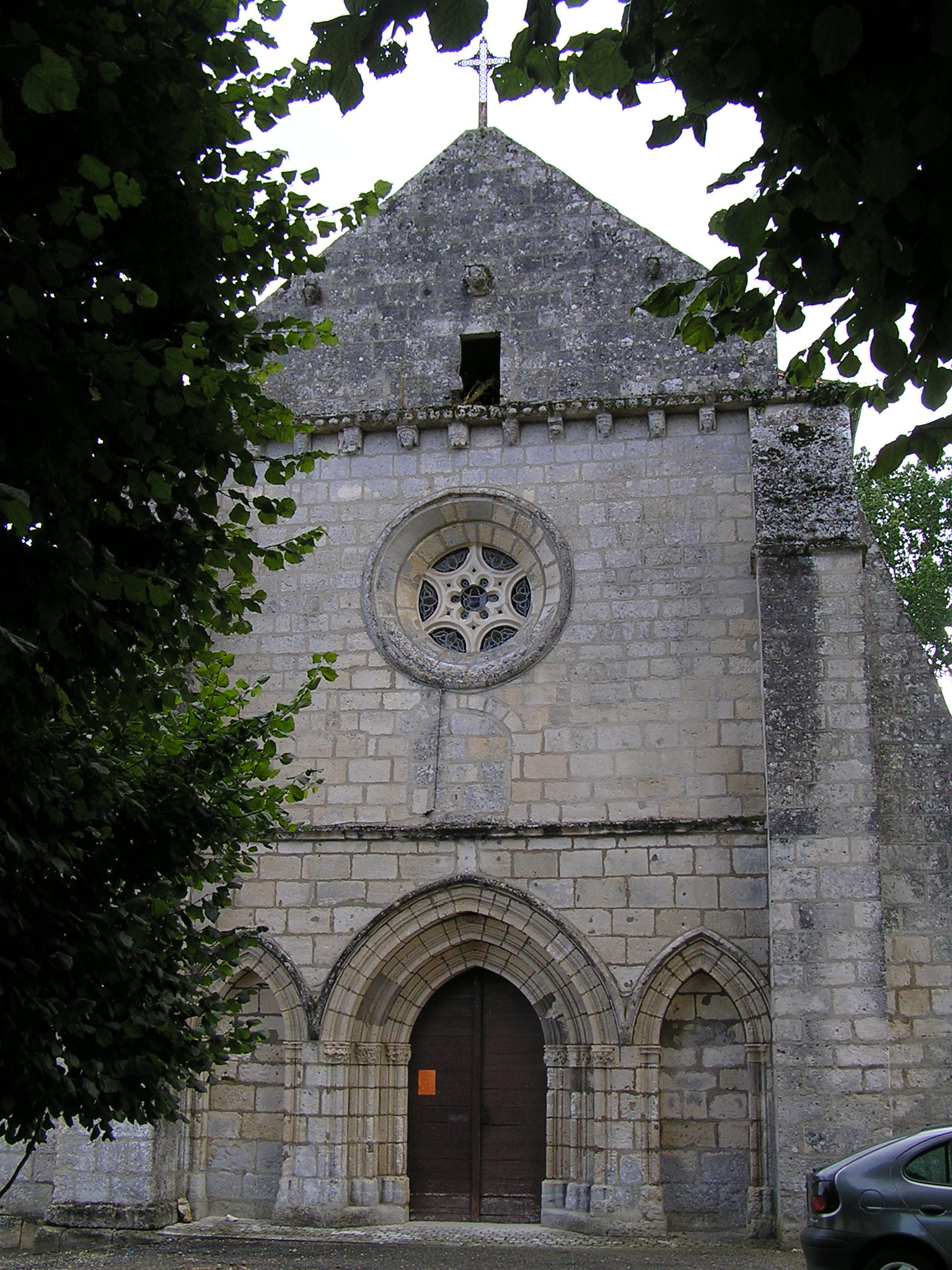
La façade
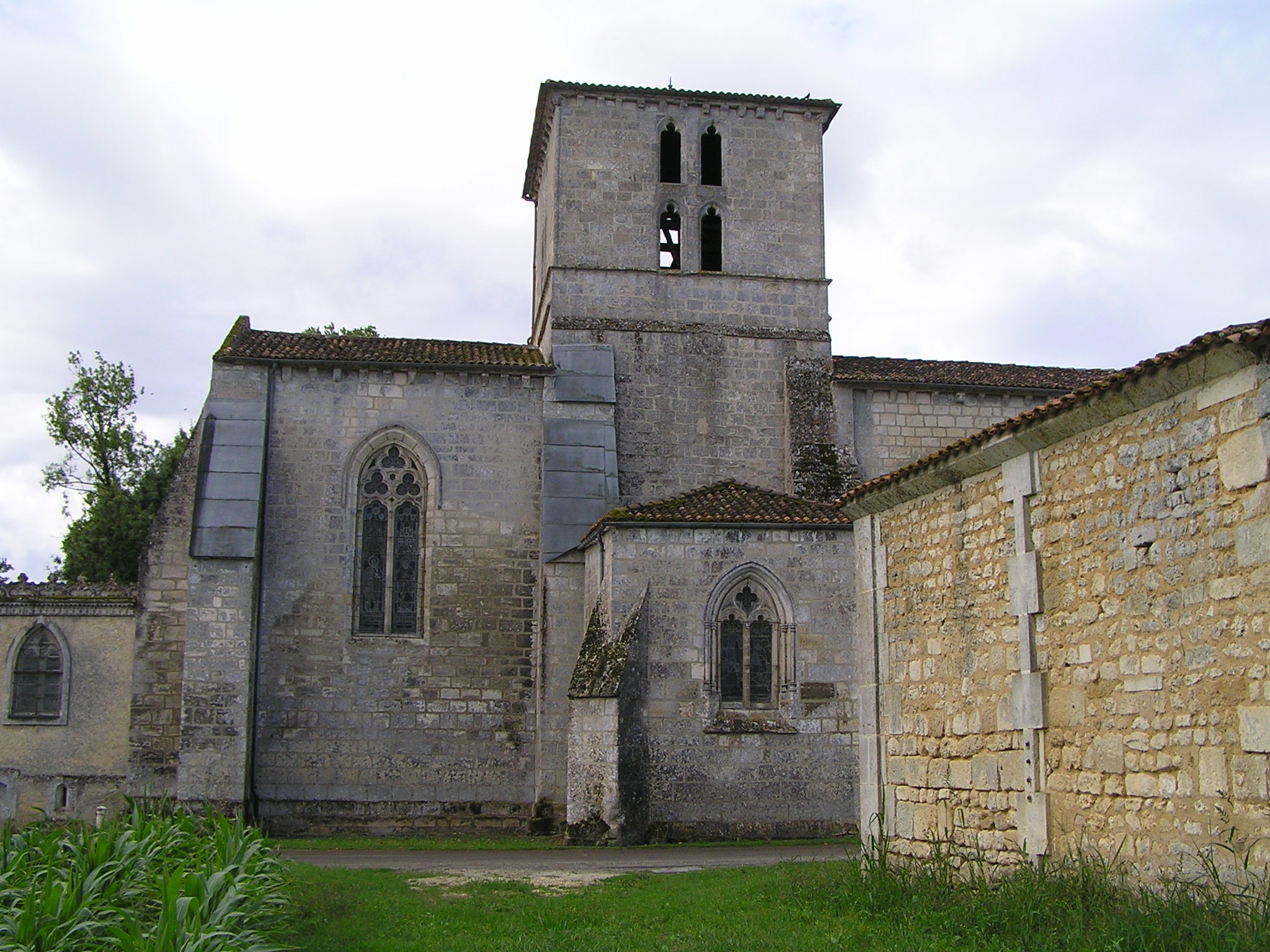
Le clocher